# W. D. M. Bell
Walter Dalrymple Maitland Bell (08 de setembro de 1880 — 30 de junho de 1954), conhecido como Karamojo Bell, foi um aventureiro escocês, caçador de grandes animais na África Oriental, soldado, piloto de caça condecorado, marinheiro, escritor e pintor.
Famoso como um dos caçadores de marfim mais bem-sucedidos de seu tempo, Bell era um defensor da colocação precisa do tiro com rifles de calibre menor, em vez dos rifles de grosso calibre que seus contemporâneos usavam para caça de grandes animais na África.
Ele melhorou suas habilidades de caça com a dissecação e o estudo dos crânios de elefantes que atirou. Ele aperfeiçoou uma técnica de atirar em elefantes da posição extremamente difícil, diagonalmente atrás do alvo; esta foto ficou conhecida como Bell Shot.
Embora conhecido principalmente por suas façanhas na África, Bell também viajou para a América do Norte e Nova Zelândia, navegou windjammers (tipo de caravela), prestou serviço na África do Sul durante a Guerra dos Bôeres e voou no Royal Flying Corps na África Oriental, Grécia e França durante a Primeira Guerra Mundial.